# Удостоверение личности гражданина Кыргызстана
Удостоверение личности гражданина Кыргызской Республики выдаётся гражданам с 16-летнего возраста и действительно на территории республики. Все граждане Кыргызской Республики, постоянно проживающие на её территории, должны иметь удостоверение личности. Было введено в 1996 году взамен внутреннего паспорта СССР.
В удостоверении указываются:
1. Фамилия
2. Имя
3. Отчество
4. Дата рождения
5. Индивидуальный идентификационный номер
6. Подпись
7. Национальность (по желанию владельца может не указываться)
8. Номер удостоверения
9. Место рождения
10. Орган выдачи документа
11. Срок действия документа

Удостоверение личности выдается со сроком действия 8 лет и меняется по истечении срока.
При регистрации по новому месту постоянного жительства на электронный чип действующего удостоверения личности происходит перезапись информации, замена не производится.
Вместо заграничного паспорта удостоверением личности граждане Кыргызстана могут пользоваться при поездках в Албанию, Российскую Федерацию (только напрямую из Кыргызстана) и Казахстана — соответственно, граждане России и Казахстана могут въезжать в Туркменистан и Узбекистан по внутренним документам без загранпаспорта.
16 июля 2008 года введены в обращение удостоверения личности нового образца с чипом на 64 кб. Оно представляет собой смарт-карту размером 85,72 х 54,03 миллиметра с округлёнными углами, изготовленную из износостойкого многослойного материала.
18 апреля 2015 года вводятся в обращение удостоверения личности обновлённого образца; как сообщается в сообщении пресс-службы МВД Кыргызстана, «в новом удостоверении личности гражданина Кыргызской Республики частично изменён дизайн, чёрно-белое фотоизображение заменено на цветное, улучшена цветовая гамма, яркость и контрастность документа. Все степени защиты удостоверения личности от подделок не только сохранены, но и дополнены новыми элементами. Так, введен дополнительный элемент защиты документа: в правой части лицевой стороны удостоверения личности в уменьшенном виде размещено голографическое изображение владельца документа, что представляет наивысшую степень защиты от подделок».